# 陽性反應
陽性反應（positive）是在医学检查中的名詞，陽性表示与试剂发生反应，表示体液中存在相应的抗原/抗体，或者是在體徵上具有較為明顯的跡象。例如乳癌的疾病篩檢結果為陽性時，表示有檢測到乳癌。相對於陰性反應。